# The First Dining
《CHANGMIN From TOHOSHINKI CONCERT TOUR ~The First Dining~》은 그룹 동방신기의 멤버 최강창민의 첫 번째 일본 전국 콘서트 투어이다.

## 개요
2025년 6월 5일, 동방신기 일본 공식 홈페이지는 18회에 걸친 최강창민의 일본 홀 투어 일정을 공개하였으며, 동시에 국내 미니앨범 2집 수록곡인 〈Maniac〉의 일본어 버전이 선공개되었다.
뒤이어 6월 12일까지, 6월 28일부터 7월 6일까지 팬클럽 선행 예매가 두 차레에 걸쳐 진행되었으며, 8월 13일 투어명이 이와 같이 결정되었다.
일본 데뷔 20년 만에 개최된 18회에 걸친 솔로 콘서트 투어를 통해 약 4만여명의 누적 관객을 기록할 예정이다.

## 투어 일정
| 일정             | 도시       | 장소                     | 관객 수       |
| ---------------- | ---------- | ------------------------ | ------------- |
| 2025년 9월 3일   | 도쿄시     | 도쿄 국제 포럼 홀 A      | 통산 15,000명 |
| 2025년 9월 4일   | 도쿄시     | 도쿄 국제 포럼 홀 A      | 통산 15,000명 |
| 2025년 9월 5일   | 도쿄시     | 도쿄 국제 포럼 홀 A      | 통산 15,000명 |
| 2025년 9월 13일  | 이시카와   | 혼다노모리 홀            | 통산 3,400명  |
| 2025년 9월 14일  | 이시카와   | 혼다노모리 홀            | 통산 3,400명  |
| 2025년 9월 16일  | 삿포로시   | 카나모토 홀              | 통산 3,000명  |
| 2025년 9월 17일  | 삿포로시   | 카나모토 홀              | 통산 3,000명  |
| 2025년 9월 20일  | 고베시     | 고베 국제회관 국제 홀    | 통산 4,000명  |
| 2025년 9월 21일  | 고베시     | 고베 국제회관 국제 홀    | 통산 4,000명  |
| 2025년 9월 28일  | 광도       | 히로시마 문화회관 HBG 홀 | 통산 4,000명  |
| 2025년 9월 29일  | 광도       | 히로시마 문화회관 HBG 홀 | 통산 4,000명  |
| 2025년 10월 10일 | 후쿠오카시 | 후쿠오카 선 팰리스       | 통산 4,600명  |
| 2025년 10월 11일 | 후쿠오카시 | 후쿠오카 선 팰리스       | 통산 4,600명  |
| 2025년 10월 14일 | 대판       | 오릭스 극장              | 통산 4,800명  |
| 2025년 10월 15일 | 대판       | 오릭스 극장              | 통산 4,800명  |
| 2025년 10월 17일 | 아이치현   | 아이치현 예술 극장 대 홀 | 통산 6,000명  |
| 2025년 10월 18일 | 아이치현   | 아이치현 예술 극장 대 홀 | 통산 6,000명  |
| 2025년 10월 19일 | 아이치현   | 아이치현 예술 극장 대 홀 | 통산 6,000명  |

## 세트 리스트
- 공연 후 기록 예정

## 제작
- 기획·제작 : SM 엔터테인먼트 재팬, 에이벡스 라이브 크리에이티드